# Colobogaster nickerli
Colobogaster nickerli es una especie de escarabajo del género Colobogaster, familia Buprestidae. Fue descrita científicamente por Obenberger en 1952.